# Gétye
Gétye è un comune dell'Ungheria di 129 abitanti (dati 2001). È situato nella contea di Zala.